# Picus (mythologie)
Pour l'espèce d'oiseaux, voir picus.
Picus, fils de Saturne (ou Stercutus) et époux de la nymphe Canens, est le très ancien roi italique fondateur de Laurentum. Il engendre Faunus et Fauna et il est donc le grand-père du roi Latinus. Il est transformé en pivert (picus) par la magicienne Circé dont il a repoussé les avances. Une tradition différente rapporte que Picus serait un dieu rustique qui pouvait changer de forme.

## Mythes
Il apparaîtra fréquemment sous la forme d'un pivert, l'oiseau consacré à Mars. Il rendra des oracles dans l'un des sanctuaires consacrés au dieu, chez les Èques, assis sur une colonne de bois. 
Picus et Faunus tomberont dans un piège tendu par le roi Numa Pompilius qui mêlera du vin à l'eau de leur fontaine. Ils tenteront de se métamorphoser pour lui échapper avant d'apprendre à Numa comment inciter Jupiter à descendre des cieux. 
Certains mythographes ou historiens prétendent que Picus aurait guidé les Picènes, un peuple de l'Italie orientale, vers une nouvelle patrie ; cette tradition fait référence à un ver sacrum qui aurait conduit les Picènes vers le Picenum, avec un pic ou pivert comme animal-guide. D'autres prétendent qu'il aurait aidé la louve à sauver Romulus et Rémus.